# 今津村 (徳島県)
今津村（いまづそん）は、徳島県那賀郡にあった村。現在の阿南市那賀川町の北部にあたる。本項では発足時の名称である今津浦村（いまづうらそん）についても述べる。

## 地理
- 海洋 ： 紀伊水道
- 河川 ： 太田川、幾島川

## 歴史
- 1889年（明治22年）10月1日 - 町村制の施行により、芳崎村・今津浦・八幡村・色ヶ島村・手島村・黒地村・小延村・島尻村・敷地村・江野島村の区域をもって今津浦村が発足。
- 1915年（大正4年）1月1日 - 今津浦村が改称して今津村となる。
- 1956年（昭和31年）9月30日 - 平島村と合併して那賀川町が発足。同日今津村廃止。